# فرفرية قليلة الصفيحات
فرفرية قليلة الصفيحات هي فرفرية مرتبطة بنقص في الصفيحات الدموية (قلة الصفيحات)، والتي يمكن أن تحدث لأسباب متنوعة مثل ساركوما كابوسي.

## الأنواع
يستعمل مصطلح أو تسمية فرفرية قليلة الصفيحات مجهولة السبب حينما يكون السبب مجهولا. ومع ذلك، فإن أكثر الحالات تعد حاليا مرتبطة بالمناعة.
وتعد الفرفرية قليلة الصفيحات الخثارية نوعا آخر.